# Сино-тибетски језици
| Кинески Тибетски Лоло-бурмански (Бурмански) | Каренски Остали |

Сино-тибетски језици су са 1.300.000.000 говорника друга највећа језичка породица на свету. Овој групи припада 340 језика који се говоре у Кини, региону Хималаја и Југоисточној Азији. Деле се у две групе језика: кинеске (осам језика са 1.220.000.000 говорника) и тибето-бурманске језике (330 језика са 70 милиона говорника).
Раније су језици таи-кадаи, хмонг-мијен и вијетнамски уврштавани у ову групу. Иако имају фонолошких и синтаксичких сличности са сино-тибетским језицима, од 1950-их већина лингвиста прве две групе посматра као посебне породице, док вијетнамски сматра једним од аустроазијских језика.
Кинеска грана језика се користи широм Кине и на Тајвану, тибето-бурмански језици се говоре у области Хималаја и оближњим областима Југоисточне Азије, пре свега на Тибету, јужној Кини, Бурми, Непалу, Бутану, северној Индији и деловима Пакистана, Бангладеша, Лаоса, Вијетнама и Тајланда.
Највећи језик из ове породице је мандарински кинески који говори 875 милиона људи. Следе ву кинески (80 милиона), кантонски кинески (70 милиона), мин кинески (60 милиона), ђин кинески (45 милиона), сјанг кинески (36 милиона), хакка кинески (33 милиона) и ган кинески (21 милиона). Највећи тибетско-бурмански језици су бурмански (35 милиона као први језик и 15 милиона других говорника), јужнокинески језик ји (4,2 милиона), тибетски (2 милиона као први језик, са дијалектима 4,5 милиона), згав (2 милиона у Бурми) и мајтај (скоро 2 милииона у северној Индији).

## Класификација
- Сино-тибетски
  - Кинески језици (8 језика, 1.220.000.000 говорника)
  - Тибето-бурмански (330 језика, 68 милиона говорника)
    - Бодијски језици са тибетским, таманг-гале, шангла, такпа, димал-тото језицима
    - Западнохималајски
    - Језици махакиранти киранти, магар-чепанг, невари-тангми
    - Северноасамски тани, кова-сулунг, мијуиш, иду-дигару
    - Хрусијски језици
    - Бодо-коњак-јингпо језици бодо-кох, коњак, јингпо-сак
    - Куки-чин-нага језици мизо-куки-чин, ао, ангами-почури, земе, танкул, манипури
    - Ђанг-гјалронг језици ђанг, гјалронг
    - Нунгијски језици
    - Каренијски језици
    - Лоло-бурмански језици лоло и бурмански
    - изоловани језици: пју †, дура †, лепша, мру, накси, туџиа, бај

## Опште карактеристике

### Фонологија
Кинески језици су једносложни (скоро све морфеме се састоје из једног слога) и тонални, попут језика таи-кадаи и вијетнамског. Многи тибето-бурмански језици имају речи од више слогова. Тонски акценат не постоји у западнотибетским и бурманским језицима.

### Морфосинтакса
Уобичајен ред речи у кинеском језику је субјекат-глагол-објекат. Неки тибето-бурмански језици такође практикују овај ред речи, док већина прати шаблон субјекат-објекат-глагол.
Заједничко за све сино-тибетске језике је систем сугласничких префикса и суфикса. Они у свим језицима имају сличну функцију.
Кинески језици су аналитички језици и практично немају морфологију.
За тибето-бурманске језике је карактеристична велика морфолошка разноликост. У великом броју језика постоји граматичко слагање субјекта и предиката. Код неких језика постоји систем падежа, типично неколико врста ергатива, а негде и систем номинатив-акузатив. Заменице и глаголи могу да разликују једнину, можину, дуал и категорију инклузивно/ексклузивно за прво лице множине. За ове језике карактеристична је и аглутинативна структура која се типично остварује суфиксима.